# 무명 용사의 무덤
무명 용사의 무덤(영어: Tomb of the Unknown Soldier)은 전쟁에서 전사한 신원을 모르는 병사의 유골을 매장한 무덤이다. 현대에서는 많은 국가, 지방 자치 단체 및 종교 단체 등이 주체가 되어 무명 용사의 무덤과 위령탑을 마련하고 있다. 이것들은 전사 위치와 지역, 또한 조국에 설치된다.
국가에 따라서는 무덤이 아닌 사당을 설치하기도 한다.

## 같이 보기
- 무명 용사의 무덤 (알링턴)(영어판)